# Péterváradi harcok
A péterváradi harcok a Bács és Pétervárad közti al-dunai mocsarakban zajlottak. A parasztok megerősített táborát a szultáni haderő ostromolta hasztalanul.
A mohácsi vész és a budai bevonulást követően a török sereg martalócai, az akindzsik szerte rajzottak az országban. Két váron kívül komoly katonai erővel nem találkoztak, de Pilismarótnál egy nagyszámú paraszthad szekérvárba zárkózva három napig kitartott.

A törökök több esetben reguláris erők bevetésével tudták csak bevenni a parasztok hevenyészett erősségeit. A Mátra alatt (szeptember 28.) és Bács mellett (szeptember 30.) kemény harcokat vívtak a helyi lakosok a törökökkel, míg szórványos összecsapások az erdőségekben, falvakban és mocsarakban rendszeresen folytak.

Az itteni tábort, akárcsak Marótnál körbefogott szekerekkel erősítette meg az a több tízezer szerb és magyar paraszt, akik a mocsarakba menekültek. A török had éppen visszavonulóban volt, amikor beleütközött a táborba október 2-án, s megpróbálta elfoglalni. A fegyverzetbeli fölény ellenére a parasztság elkeseredetten védelmezte. Több ezer török esett el a harcban, köztük nagyszámú janicsár és szpáhi. A főtisztek között is sok volt a halott és a sebesült. Elesett például a janicsár aga.
A paraszterősségek elleni harcokban a török sokkal nagyobb veszteséget szenvedett, mint a mohácsi csatában. Október 12-én a török had hidat épített ki Pétervárad mellett és ott elhagyta az országot.